# درخت مسئله
{{تکلیف دانشگاهی|استاد علی طیبی|دانشگاه=دانشگاه تهران}}
درخت مسئله که درخت منطقی نیز نامیده می‌شود، یک تجزیه گرافیکی از یک سؤال است که آن را به اجزای مختلف آن به صورت عمودی تجزیه می‌کند و با خواندن به سمت راست، به جزئیات تبدیل می‌شود.
درختان مسئله در حل مسئله برای شناسایی علل ریشه ای یک مشکل و همچنین شناسایی راه حل‌های بالقوه آن مفید هستند. آنها همچنین یک نقطه مرجع برای مشاهده اینکه چگونه هر قطعه در تصویر کامل آن مشکل قرار می‌گیرد، ارائه می‌دهند.درخت مسئله اساسا نقشۀ مشکلات است و روشی روشن و منظم برای نگاه کردن به مشکلی که باید حل شود، ارائه می‌دهد. همچنین کمک می‌کند که یک مشکل بزرگ را به مشکلات کوچکتر و قابل‌کنترل‌تر تقسیم کرده و آنها را اولویت بندی کنید.

## انواع
به گفته پروفسور آرنو شوالیه در توضیح رویکردی که در مکینزی اند کامپنی استفاده می‌شود، دو نوع درخت مسئله وجود دارد: درخت‌های تشخیص مسئله و درخت‌های راه حل. درختان تشخیص مسئله، سؤال کلیدی «چرا» را بررسی می‌کنند و همه دلایل ریشه ای ممکن را برای مشکل شناسایی می‌کنند. درختان راه حل یک سؤال کلیدی «چگونه» را بررسی می‌کنند و همه جایگزین‌های ممکن برای رفع مشکل را شناسایی می‌کنند.

## نحوۀ ساخت

### نحوۀ ساخت درخت تشخیص مسئله:
یک درخت مسئلۀ خوب باید کل مشکل را پوشش دهد و سختگیرانه باشد. اصول اساسی برای ایجاد درخت مسئله:
1- تقسیم مشکل به دسته‌ها و شاخه‌های جداگانه
2- استفاده از MECE principle: 
1-2-متقابل انحصاری (ME): هیچ همپوشانی بین قسمت‌های مختلف درخت وجود ندارد.
2-2-جمعی جامع (CE): درخت، کل مشکل را پوشش میدهد.
3- وارد جزئیات نشدن: تمرکز روی دسته بندی های گسترده ای که مشکل را تشکیل می‌دهند.
4- به کارگیری قانون 80/20: روی بخش‌های معدودی از مشکل تمرکز شود که بیشترین تاثیر را دارند.

### نحوۀ ساخت درخت حل مسئله:
هنگامی که بخش‌های خاصی از مشکل را که میخواهید روی آن تمرکز کنید مشخص کردید، میتوانید با ایجاد درخت راه حل آن را دنبال کنید.
1- بخش مشکلی را که میخواهید روی آن تمرکز کنید را انتخاب کنید و بپرسید که "چگونه میتوانیم این را بهبود دهیم یا رفع کنیم؟
2- دسته بندی بالقوه راه حل را ترسیم کنید.
3- در هر دسته، ایده ایجاد کنید.
مزیت این طرز تفکر ساختاریافته این است که کار با محدودیت‌ها در واقع به شما کمک میکند تا ایده‌های بیشتری تولید کنید.

## قوانین
به گفته Arnaud Chevallier، چهار قانون اساسی می‌تواند از بهینه بودن درخت مسئله اطمینان حاصل کند:
1. به‌طور مداوم به یک سؤال «چرا» یا «چگونه» پاسخ دهید.
2. با حرکت به سمت چپ از سؤال کلیدی مسئله به تحلیل و راه حل برسید.
3. شعبه‌هایی داشته باشید که متقابلاً انحصاری و مجموعاً جامع هستند.
4. تفکیک مسائلتان باید روشن و مشخص باشد.

الزامی که برای بررسی کامل و جامع مسائل در درخت توصیه می‌شود به این معناست که تفکر واگرا یک مهارت انتقادی است.

## برنامه‌های کاربردی

### در مصاحبه‌های مدیریت
درخت مسئله برای پاسخ به سوالات در مصاحبه‌های موردی برای موقعیت‌های مشاوره مدیریت استفاده می‌شود، به عنوان یک مثال کمی: از مصاحبه‌شونده خواسته می‌شود، اندازه یک گروه داده مانند، یک بخش خاص از یک جمعیت، مقداری از اشیا، درآمدهای یک شرکت یا موارد مشابه را تخمین بزند.